# Animali notturni (film)
Animali notturni (Nocturnal Animals) è un film del 2016 diretto da Tom Ford.
Basato sul romanzo del 1993 di Austin Wright Tony & Susan, il film è un neo-noir drammatico con protagonisti Jake Gyllenhaal, Amy Adams, Aaron Taylor-Johnson, Michael Shannon, Isla Fisher e Armie Hammer. Il film è stato presentato in concorso alla 73ª Mostra internazionale d'arte cinematografica di Venezia, dove ha vinto il Gran premio della giuria.

## Trama
Il mondo reale
Una gallerista affermata di nome Susan Morrow sembra vivere un momento di insoddisfazione nella propria vita. In questo contesto riceve dall'ex-marito Edward Sheffield, che non vede né sente da circa 20 anni, un manoscritto di un romanzo appena finito, che le ha dedicato. Approfittando di un fine settimana in cui resta sola (l'attuale marito Hutton Morrow infatti si è allontanato apparentemente per lavoro, ma in realtà per tradirla) la donna si dedica alla lettura del libro, che si intitola Animali notturni, proprio come lei veniva definita dall'ex-marito. La lettura dello scritto, che è alternata alle vicende reali e presenta dei parallelismi metaforici con il loro passato di coppia, la assorbe e la turba sempre di più.
Il romanzo
Il libro narra di Tony Hastings, un uomo tranquillo che durante un viaggio notturno nel West Texas viene fermato in autostrada da tre criminali, al capo dei quali c'è il sadico Ray Marcus, che rapiscono la moglie Laura e la figlia India. Fuggito dall'imboscata, decide di nascondersi e cercare aiuto.
Insieme al detective Bobby Andes ritroverà in seguito i corpi della moglie Laura e della figlia India torturate, stuprate ed infine uccise.
Un anno dopo viene contattato dallo stesso Andes, che ha catturato il secondo assassino Lou, mentre il primo è rimasto ucciso in una rapina. Tony e il poliziotto trovano in seguito Ray, il capo dei criminali, ma non sembrano avere prove a sufficienza per condannarlo. A quel punto Bobby, ormai affetto da un cancro ai polmoni in fase terminale, decide di fare giustizia a suo modo: rinchiudono i due assassini in una casetta dove dovranno essere uccisi da Tony. Quest'ultimo, in preda a una crisi di nervi causata dal freddo sadismo di Ray, se lo lascia scappare, mentre Lou viene colpito a morte da Bobby. Tony insegue Ray, il quale crede di poterlo distrarre chiamandolo "debole" e "femminuccia" e descrivendogli la morte della moglie e della figlia. Disperato e distrutto dal dolore, Tony spara al killer, ma viene colpito a sua volta da Ray alla tempia con un piede di porco. Si risveglia dopo ore e, sanguinante, si trascina via dal luogo del delitto. Quasi completamente cieco muore per le ferite riportate, mentre si sentono i battiti del cuore che ad un certo punto si interrompono. 
Il mondo reale
A mano a mano che prosegue la lettura, Susan si ricorda di quando incontrò l'ex Edward al liceo, e di quando scattò la scintilla tra loro. Dopo il matrimonio, Susan si raffredda sempre più nei suoi confronti e reputa i progetti del marito banali e ordinari. Edward è sempre più amareggiato, consapevole che la donna sta acquisendo la mentalità tipica della madre, rigida e venale. Susan, in preda alla mania di vivere una vita di apparenze, arriva a tradirlo con un altro uomo facoltoso e a commettere un atto che la tormenta da allora: decide di abortire per far sì che il divorzio proceda, ma Edward scopre tutto.
Tornati al presente, Susan, che ha ormai terminato il romanzo, dapprima inconsciamente si sincera delle condizioni della propria figlia con un'insolita telefonata notturna e in seguito riprende i contatti tramite e-mail con l'ex, che apparentemente non sembra avercela con lei per quanto successo vent'anni prima. Susan organizza così una cena in un lussuoso ristorante assieme all'ex marito. La donna lo attende per ore, ma Edward, per esprimere la sua vendetta raffinata e silenziosa, non si presenta.

## Produzione

### Sviluppo
Il 24 marzo 2015 George Clooney e Grant Heslov annunciarono l'intenzione di produrre, tramite la loro Smokehouse Pictures, il thriller Nocturnal Animals, basato sul romanzo di Austin Wright Tony & Susan (Tony and Susan), con Tom Ford alla regia. Il giorno seguente Amy Adams e Jake Gyllenhaal entrarono nel cast nei ruoli principali di Susan e Edward/Tony, mentre Joaquin Phoenix ed Aaron Taylor-Johnson entrarono in trattative per partecipare alla pellicola. Il 17 maggio Focus Features acquisì i diritti di distribuzione del film negli Stati Uniti per la cifra di 20 milioni di dollari, lasciando ad Universal Pictures la distribuzione internazionale. Il 6 agosto Taylor-Johnson fu confermato nel ruolo di Ray Marcus, mentre Michael Shannon sostituì Phoenix nel ruolo dell'investigatore Andes.
Il 28 agosto Armie Hammer entrò nel cast nel ruolo di Hutton Morrow, nuovo marito di Susan. Il 9 settembre Isla Fisher entrò nel cast nel ruolo di Laura Hastings, moglie di Tony, mentre il 18 settembre Ellie Bamber accettò il ruolo della figlia di Tony e Laura. Il 30 settembre Robert Aramayo entrò nel cast nel ruolo di Turk, il 5 ottobre fu la volta di Karl Glusman e l'8 ottobre di Peter Nyong'o.
Il budget del film è stato di 22.5 milioni di dollari.

### Riprese
Le riprese cominciarono il 5 ottobre 2015 a Los Angeles, in California, e terminarono il 5 dicembre.

## Promozione
Il primo teaser trailer del film viene diffuso il 15 settembre 2016, anche in italiano.

## Distribuzione
Il film è stato presentato in anteprima il 2 settembre 2016 alla 73ª Mostra internazionale d'arte cinematografica di Venezia. Il film è stato presentato anche al Toronto International Film Festival il 9 settembre 2016 ed al BFI London Film Festival il 14 ottobre.
È stato distribuito nelle sale cinematografiche italiane il 17 novembre 2016 da Universal Pictures, mentre negli Stati Uniti è uscito il giorno successivo a cura di Focus Features.

## Riconoscimenti
- 2017 - Premio Oscar[24]
  - Candidatura al miglior attore non protagonista a Michael Shannon
- 2017 - Golden Globe[25]
  - Miglior attore non protagonista ad Aaron Taylor-Johnson
  - Candidatura per il Miglior regista a Tom Ford
  - Candidatura per la Migliore sceneggiatura a Tom Ford
- 2017 - British Academy Film Awards
  - Candidatura per il Miglior regista a Tom Ford
  - Candidatura per il Miglior attore protagonista a Jake Gyllenhaal
  - Candidatura per il Miglior attore non protagonista a Aaron-Taylor Johnson
  - Candidatura per la Migliore sceneggiatura non originale a Tom Ford
  - Candidatura per la Migliore fotografia a Seamus McGarvey
  - Candidatura per il Migliore montaggio a Joan Sobel
  - Candidatura per la Migliore scenografia a Shane Valentino e Meg Everist
  - Candidatura per il Miglior trucco e acconciatura a Donald Mowat e Yolanda Toussieng
  - Candidatura per la Migliore colonna sonora a Abel Korzeniowski
- 2017 - Screen Actors Guild Award
  - Candidatura per le Migliori controfigure cinematografiche
- 2017 - Critics' Choice Movie Awards
  - Candidatura per il Miglior attore non protagonista a Michael Shannon
  - Candidatura per la Migliore sceneggiatura non originale a Tom Ford
  - Candidatura per la Migliore fotografia a Seamus McGarvey
- 2017 - Satellite Award
  - Candidatura per la Migliore attrice ad Amy Adams
  - Candidatura per il Miglior regista a Tom Ford
  - Candidatura per il Miglior film a Tom Ford e Robert Salerno
- 2017 - Writers Guild of America Award
  - Candidatura per la Miglior sceneggiatura non originale a Tom Ford
- 2016 - Mostra internazionale d'arte cinematografica di Venezia
  - Leone d'argento - Gran premio della giuria a Tom Ford
  - Candidatura al Leone d'oro
- 2016 - Hollywood Film Awards[26]
  - Miglior regista rivelazione a Tom Ford
- 2016 - Festival del cinema di Stoccolma
  - Candidatura al Cavallo di bronzo
- 2016 - San Diego Film Critics Society Awards
  - Candidatura per il Miglior film
  - Candidatura per il Miglior regista a Tom Ford
  - Candidatura per il Miglior attore a Jake Gyllenhaal
  - Candidatura per il Miglior attore non protagonista a Michael Shannon
  - Candidatura per il Miglior attore non protagonista ad Aaron Taylor-Johnson
  - Candidatura per la Migliore sceneggiatura non originale a Tom Ford
  - Candidatura per la Migliore fotografia a Seamus McGarvey
  - Candidatura per il Miglior montaggio a Joan Sobel
  - Candidatura per la Miglior scenografia a Shane Valentino
  - Candidatura per il Miglior cast
- 2017 - David di Donatello[27]
  - Miglior film straniero